# Qenqenet
Qenqenet é, segundo a mitologia e a astronomia egípcia, a região do céu logo acima do horizonte e que designa, em oposição a Mesqet, a área de entrada no Tuat.

## Panorama
Qenqenet é o lugar onde Rá, Hórus e os decanos se detém quando inicia-se o pôr do sol, ou seja, pouco antes de sua morte, antes de desaparecerem completamente sob o horizonte. Portanto, Qenqenet também é, mitologicamente, “o lugar antes do renascimento”.
A localização de Qenqenet foi extensamente debatida entre os egiptólogos, pois em vários textos ela também foi documentada sendo “nos arredores do céu e no Tuat”. Qenqenet tem um papel  importante especialmente nos textos das pirâmides. Assim, Kurt Sethe, Arielle Kozloff e Ronald Wells imaginaram que pudesse se tratar da Via Láctea. Tal hipótese foi desconsiderada após análises aprofundadas de outros textos, já que as novas evidências referem-se claramente a uma “região fronteiriça entre o céu e as estrelas”.
Depois de extensa revisão por parte de Harco Willems, Rolf Krauss e Arno Egberts, a localização de Qenqenet  foi definida como a mesma do horizonte. Após a conclusão da pesquisa sobre o papiro pBM 47.218.50 e da questão do Mesqet-Santuário, ficou claro que as novas hipóteses estão de acordo com as referências contidas no Papiro de Brooklyn, que só menciona explicitamente os pontos cardeais leste e oeste. Finalmente, as revisões do Livro de Nut demonstram que a localização precisa de Qenqenet é a região do portão de entrada do Tuat, que se encontra logo acima do horizonte.
Nos textos do Livro Egípcio dos Mortos, a região foi descrita em detalhes: “imergindo Rá em Qenqenet, pode fazer lá tudo quanto é possível, embora da maneira como fora negociado na ilha de chamas”, que está diretamente relacionada ao sinuoso córrego Merencha, no Tuat, e que abrange a região de Aaru. “Hórus, o falcão, medindo 1000 côvados, sobe e desce de Qenqenet, local de seu nascimento, seus cursos d’água. Oh, Qenqenet, eu entrei em ti. Eu vi o meu pai, eu reconheci a minha mãe. Já que cedo me levantei,  pesquei peixe… eu sei o nome desse deus, o senhor do sagrado. Quando ele faz a colheita (em Sekhet-Aaru), eu me torno um arado e também vou colher.” - Capítulo 110 do Livro dos Mortos